# Fillmore !
Pour les articles homonymes, voir Fillmore.
Fillmore ! (Disney's Fillmore!) est une série télévisée d'animation américaine créée par Scott M. Gimple pour ABC puis Toon Disney. La série est une parodie des séries policières des années 1970 mais se déroulant dans une école.
Il s'agit de la dernière série produite par Walt Disney Television Animation pour ABC, avant de se consacrer exclusivement à la production de séries pour Disney Channel. Il s'agit également du dernier Saturday-morning cartoon (en). La série est composée de deux saisons rediffusées par la suite sur Disney Channel, Toon Disney et Disney XD. En France, la série a été diffusée sur Disney Channel en 2003 et sur Disney Cinemagic à l'été 2008. En Belgique, la série a été diffusée sur Club RTL.

## Synopsis
Un ancien délinquant juvénile, Cornelius Fillmore, rejoint l'équipe de patrouille de sécurité de son école. Accompagné de sa partenaire, Ingrid Third et des autres membres de la brigade de surveillance de leur collège, ils feront respecter les règles.

## Personnages
Les personnages sont nommés d'après des rues de San Francisco, en Californie,.
- Orlando Brown (VF : Hervé Rey) : Cornelius Fillmore
- Tara Strong (VF : Fily Keita) : Ingrid Third
- Horatio Sanz (VF : Christophe Lemoine) : le capitaine Horatio Vallejo
- Wendie Malick (VF : Annie Le Youdec) : le principal Dawn Folsom
- Lauren Tom (VF : Sylvie Jacob) : Karen Tehama
- Daveigh Chase (VF : Adeline Chetail) : Joyce Summit
- Kyle Sullivan : Danny O'Farrell

## Diffusion
Fillmore! est originellement diffusé aux États-Unis sur ABC dans son programme du samedi matin ABC Kids à partir du 14 septembre 2002,. Le 8 mars 2003, Disney Channel commence la diffusion de la série par un programme de trois heures en première partie de soirée. Le 1er septembre 2003, les rediffusions se poursuivent sur Toon Disney jusqu'en janvier 2004[réf. nécessaire]. La série est également diffusée sur Disney XD jusqu'au 15 juin 2009.
En France, la série est diffusée sur Disney Channel en 2003 et Disney Cinemagic en 2008.

## Liste des épisodes
Tous les épisodes sont réalisés par Christian Roman.
| No | Titre de l’épisode en français      | Titre original de l’épisode            | Date de 1re diffusion |
| -- | ----------------------------------- | -------------------------------------- | --------------------- |
| 1  | Randall le Vandale                  | To Mar a Stall                         | 14 septembre 2002     |
| 2  | L'Ultime Épreuve                    | Test of the Tested                     | 21 septembre 2002     |
| 3  | Zéro de Conduite                    | A Wurm in our Midst                    | 28 septembre 2002     |
| 4  | Recherche Homard Désespérément      | Cry, the beloved mascot                | 5 octobre 2002        |
| 5  | Les Rouges-Gorges n'Oublient Jamais | Red Robins don't fly                   | 12 octobre 2002       |
| 6  | Train d'Enfer                       | Next stop, Armageddon                  | 2 novembre 2002       |
| 7  | Mission Virtuelle                   | Nappers never sleep                    | 9 novembre 2002       |
| 8  | Ingrid Ennemie Publique # 1         | Ingrid Third, Public Enemy #1          | 16 novembre 2002      |
| 9  | Jour de Tempête                     | A Cold Day at X                        | 23 novembre 2002      |
| 10 | Chef-d'Œuvre en Péril               | Masterstroke and Malevolence           | 15 février 2003       |
| 11 | Les Voleurs de Trottinettes         | Two Wheels, Full Throttle, No Breaks   | 22 février 2003       |
| 12 | Échec et Mat                        | Of Slain Kings on Checkered Fields     | 10 mai 2003           |
| 13 | Les Secrets du Passé                | A Forgotten Yesterday                  | 17 mai 2003           |
| 14 | Pas de Deux                         | The Currency of Doubt                  | 20 septembre 2003     |
| 15 | De Bons Comédiens                   | The Shreds Fell like Snowflakes        | 27 septembre 2003     |
| 16 | L'Illusionniste                     | Foes Don't Forgive                     | 4 octobre 2003        |
| 17 | Question d'Honneur                  | South of Friendship, North of Honor    | 11 octobre 2003       |
| 18 | Faussaire Hors Pair                 | Immune to all by Justice               | 18 octobre 2003       |
| 19 | Le Tournoi de Mini-Golf             | The Nineteenth Hole is a Shallow Grave | 1er novembre 2003     |
| 20 | Petit Frère Deviendra Grand         | Links in a Chain of Honor              | 8 novembre 2003       |
| 21 | Derrière le Miroir                  | The Unseen Reflection                  | 15 novembre 2003      |
| 22 | Le Virus                            | Codename : Electric Haircut            | 2 janvier 2004        |
| 23 | Pour l'Amour du Jeu                 | Play on, Maestro, Play on              | 9 janvier 2004        |
| 24 | Le Clan des Justiciers              | A Dark Score Evened                    | 16 janvier 2004       |
| 25 | Le Mauvais Garçon                   | Field Trip of the Just                 | 23 janvier 2004       |
| 26 | La Main à la Pâte                   | This Saviour, a Snitch                 | 30 janvier 2004       |